# San Lorenzo (Coahuila)
San Lorenzo es una localidad del estado mexicano de Coahuila. Es parte del municipio de San Pedro.

## Toponimia
El nombre de la población hace referencia al santo patrono de la localidad: Lorenzo de Roma.

## Demografía
| Gráfica de evolución demográfica |
|                                  |

| Censo | Población |
| ----- | --------- |
| 1900  | 527       |
| 1910  | 647       |
| 1921  | 963       |
| 1930  | 796       |
| 1940  | 1 083     |
| 1950  | 1 241     |
| 1960  | 558       |
| 1970  | 1 277     |
| 1980  | 1 719     |
| 1990  | 1 676     |
| 2000  | 1 362     |
| 2010  | 1 593     |
| 2020  | 1 424     |